# 崁津部落
崁津部落是位於臺灣桃園市大溪區的阿美族部落社區，位於大漢溪西岸行水區，居民55戶約160人。1980年代初花東地區的阿美族到桃園工作，在大漢溪崁津一帶築屋居住，由於房屋屬違章建築，居民無法取得戶籍，也沒有水電，部落雖然位置在行水區內，但多年來僅有一次淹水。2012年11月30日接入台電電力設施，2018年2月26日桃園市政府確定崁津部落的門牌並為居民登記戶籍，2018年6月7日簡易井水自來水系統啟用。